# أليكس نابا
أليكس نابا (بالإنجليزية: Alex Napa)‏ هو مدرب كرة قدم ولاعب كرة قدم نيوزيلندي في مركز الدفاع، ولد في 23 فبراير 1976 في راروتونغا في جزر كوك. شارك مع منتخب جزر كوك لكرة القدم. أما مع النوادي، فقد لعب مع Matavera F.C. ‏.

## وصلات خارجية
- أليكس نابا على موقع قاعدة بيانات كرة القدم.إي يو (الإنجليزية)
- أليكس نابا على موقع ناشيونال فوتبول تيمز (الإنجليزية)
- أليكس نابا على موقع عالم كرة القدم.نت (الإنجليزية)